# Anastrus
Anastrus là một chi bướm ngày thuộc họ Bướm nâu.